# Vittorio Rossello
Vittorio Rossello (San Bernardo di Stella, 28 gennaio 1926 – Savona, 11 ottobre 2016) è stato un ciclista su strada italiano.
Professionista e indipendente tra il 1946 e il 1957, vinse una tappa al Giro di Svizzera 1951.

## Carriera
Fratello di Vincenzo Rossello, anch'egli ciclista, nel 1946 all'ultimo anno da dilettante vinse la prima edizione della Milano-Tortona e una tappa al Giro dell'Emilia dilettanti.
Professionista dall'ottobre 1946, corse nelle stagioni seguenti per la Olmo, la Wilier Triestina, la Legnano, la Taurea, la Fiorelli e la Fréjus. Vinse una tappa al Giro di Svizzera 1951 e una frazione alla Roma-Napoli-Roma 1952; fu inoltre secondo al Giro dell'Appennino 1946, alla Milano-Sanremo e al Giro dell'Emilia 1948, nella prima tappa del Giro di Svizzera 1949 e nella quarta tappa del Giro di Svizzera 1952. Concluse la carriera nel 1957.

## Palmarès
- 1946 (Dilettanti)

4ª tappa Giro dell'Emilia dilettanti (Carpi > Bologna)
Milano-Tortona
- 1947 (Wilier Triestina, una vittoria)

Coppa Primavera Rapallese
- 1951 (Allegro, una vittoria)

6ª tappa Giro di Svizzera (Lucerna > Lugano)
- 1952 (Frejus, una vittoria)

2ª tappa, 1ª semitappa Roma-Napoli-Roma (Benevento > Foggia)

## Piazzamenti

### Grandi Giri
- Giro d'Italia

1946: ritirato
1948: ritirato
1949: 19º
1950: 24º
1951: 22º
1953: 39º

### Classiche monumento
- Milano-Sanremo

1948: 2º
1950: 57º
1951: 27º
1952: 19º
1953: 18º
- Giro di Lombardia

1947: 29º
1948: 19º
1951: 53º
1952: 24º
1953: 46º